# Ateneu Deportiu Guíxols
L'Ateneu Deportiu Guíxols va ser el club degà del futbol de la ciutat de Sant Feliu de Guíxols, al Baix Empordà. L'any 2014 havia celebrat el seu centenari i, entre d'altres actes, es va editar un llibre amb el més destacat dels 100 anys d'història, a càrrec del cronista oficial de l'Ateneu durant l'últim mig segle de la seva existència, Josep Serrats. El club, com a tal, va desaparèixer el 2021, engolit dins d'una fusió amb els altres clubs de la ciutat esperonada pel poc suport des de l'Ajuntament, per bé que aprovada pels socis de les tres entitats.

## Història
L'Ateneu Social de Sant Feliu s'havia fundat com a entitat l'1 de novembre de 1905 i el 24 d'agost de 1913 es forma l'Ateneu Deportiu, com a secció de l'Ateneu Social i s'inaugura el primer camp. El 14 de febrer del 1914 que es va fer el primer partit del que se'n té notícia, contra el Cassà, amb el resultat final de 3 gols a 2.

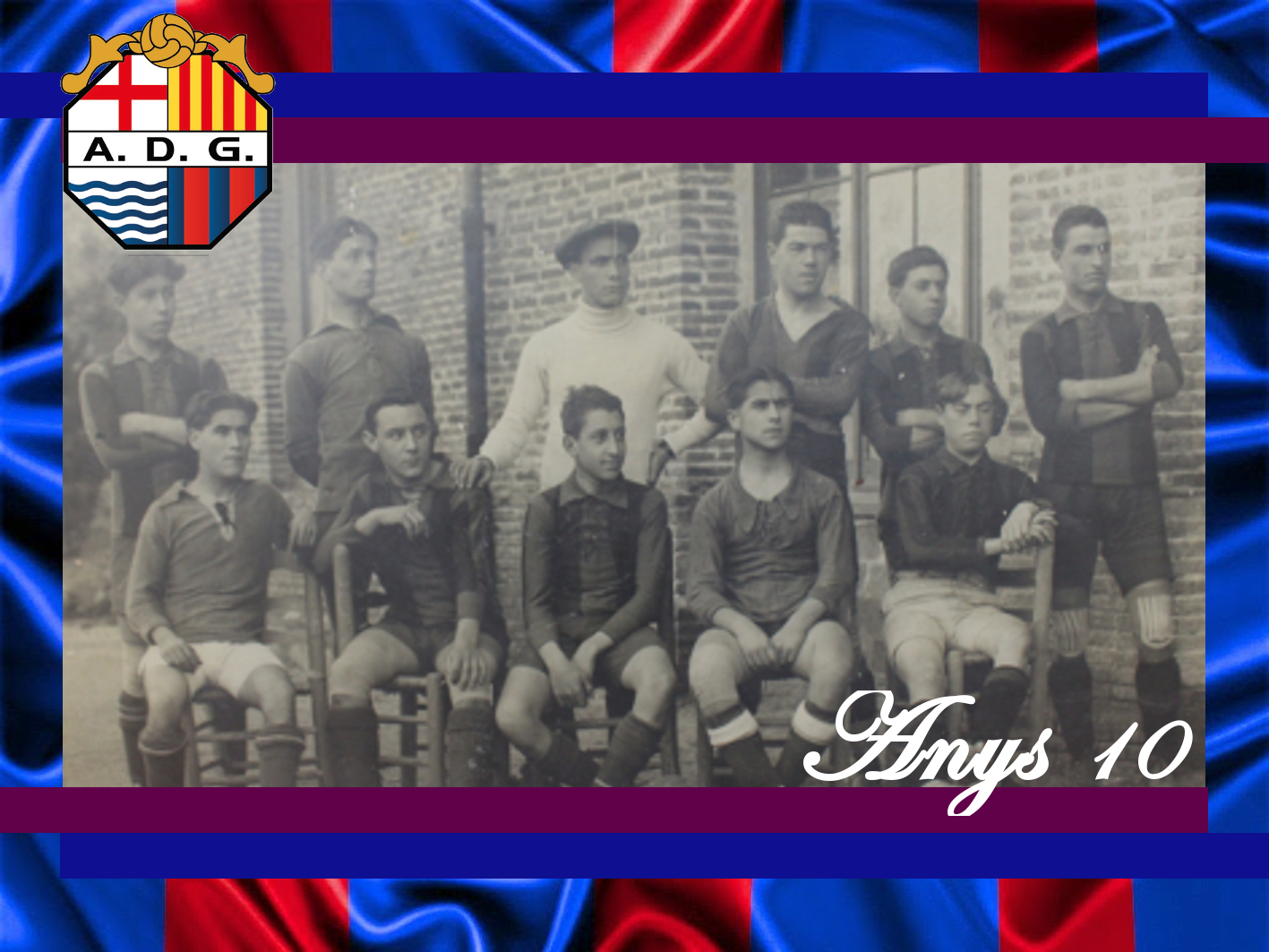

En el seu palmarès, el títol més destacat és la consecució del Campionat de Catalunya de Segona Categoria guanyat l'Athletic Sabadell per 2 a 1 l'any 1922, així com 4 campionats provincials consecutius entre els anys 1919 i 1922.
El 1927, l'Ateneu desaparegué i es fundà el Centre d'Esbarjos I Deports Atlètics (CEIDA), desapareixent de nou el 1929. El 1930 es fundà la penya GAAV (Guíxols Avant Avant Visca), que només jugà partits de caràcter amistós. No fou fins al 1932 en què el futbol reneix amb força a la ciutat amb l'aparició del Casal dels Esports. El 1934, el Casal es proclama campió provincial, però un any més tard el club tornà a desaparèixer. Acabada la guerra es creà la Sociedad Deportiva de la FET y las JONS, que l'agost del mateix 1939 adoptà el nom de Iecsalis FC. El 1941 desaparegué aquest es fundà la Unión Deportiva Guixolense que tornà a desaparèixer un any més tard. El 1943 fou creat el Club Canela, més tard anomenat Deportivo Fénix i Club de Fútbol Guíxols, que més tard esdevingué l'actual Ateneu Deportiu.

## Temporades
Fins a l'any 2018-19 el club ha militat 11 temporades a Tercera Divisió i 18 a Primera Catalana.

## Palmarès[calcitació]
- 1 Campionat de Catalunya de Segona Categoria: 1922
- 1 Trofeu Moscardó: 1964
- 1 Campionat de Primera Regional: 1985

## Entrenadors destacats[calcitació]
- Miguel Álvarez Jurado (Terrassa FC, Ciutat de Múrcia, Llorca, Badalona, Sabadell, l'Hospitalet, Vila-real B...)